# Michael Wenning
Michael Heeley Wenning (Ciudad del Cabo, Sudáfrica, 5 de julio de 1935 - Mission Viejo, California, Estados Unidos, 28 de junio de 2011), fue un ministro presbiteriano estadounidense de origen sudafricano. 

## Biografía
Michael Wenning naciò en Ciudad del Cabo, Sudáfrica, el 5 de julio de 1935. Estudió en la Universidad Cristiana de Texas y en la Universidad de Nueva York. Entre 1969 y 1977, fue pastor de una iglesia presbiteriana en Durban, Sudáfrica. En 1977 regresó a los Estados Unidos, donde trabajó durante las siguientes tres décadas como pastor en varias congregaciones de la Iglesia Presbiteriana de Estados Unidos, incluyendo una en Pittsburgh, Pensilvania. Sirvió como pastor mayor en la iglesia presbiteriana de Bel-Air entre 1995 y 2001. En junio de 2004, adquirió prominencia nacional al conducir el funeral de Estado del presidente estadounidense Ronald Reagan.
Wenning falleciò el 28 de junio de 2011, vìctima de una insuficiencia renal causada por leucemia.